# مهند (اسم)
مهند هو اسم من أسماء السيوف المطبوعة من حديد الهند. وهو اسم مذكر عربي. قد يشير الاسم إلى إحدى الشخصيات التالية:
- مهند مبيضين: كاتب وصحفي أردني
- مهند عوض: لاعب كرة قدم سعودي
- مهند الغريري: داعية عراقي
- مهند أبو خمرة: مخرج عراقي
- مهند سالم: لاعب كرة قدم إماراتي
- مهند محادين: لاعب كرة قدم أردني
- مهند مهدي الندوي: لاعب كرة قدم عراقي
- مهند ناصر: لاعب كرة قدم عراقي
- مهند إبراهيم: لاعب كرة قدم سوري
- مهند المحارمة: لاعب كرة قدم أردني
- مهند عسيري: لاعب كرة قدم سعودي
- مهند عبد الرحيم: لاعب كرة قدم عراقي
- سي محند أومحند: شاعر جزائري (1848-1905)
- محند العنصر: سياسي مغربي
- مهند الشهري: سعودي (1979–2001)، اختطف طيارة يونايتد إيرلانز الرحلة 175 في أحداث 11 سبتمبر
- أبو أنس (مهند): أمير الجهاد في روسيا (1969–2011)
- مهند الطاهر (لاعب كرة قدم): لاعب كرة قدم سوداني
- مهند نعيم: لاعب كرة قدم قطري
- كيفانش تاتليتوغ: اشتهر بشخصية مهند
- مهند علي: لاعب کرة قدم عراقی